# Utbildningsvetenskapliga Studentkåren vid Göteborgs universitet
Utbildningsvetenskapliga Studentkåren vid Göteborgs universitet, SLUG, var en av studentkårerna vid Göteborgs universitet. Medlemmarna utgjordes av studenter vid idrottsvetenskapliga programmet, kost- och friskvårdsprogrammet, kostekonomprogrammet, lärarprogrammen och restaurangmanagerprogrammet. Dessutom ingick doktorander vid Institutionen för pedagogik och didaktik, Institutionen för mat, hälsa och miljö och CUL samt studenter på fristående kurser i bland annat didaktik och kostvetenskap. Totalt hade SLUG cirka 5 000 medlemmar. 
SLUG var medlem i Sveriges Förenade Studentkårer (SFS), Göteborgs universitets studentkårer (GUS) samt Göteborgs Förenade Studentkårer (GFS).
Den 1 juli 2010 bildade SLUG, Haga Studentkår och FFS tillsammans Göta studentkår.

## Historik
Då Lärarhögskolan i Göteborg bildades 1962 blev medlemskap i studentkår obligatoriskt för lärarhögskolans studenter. Därför bildades samtidigt Lärarhögskolans i Göteborg studentkår. Det hade dock funnits elevsammanslutningar vid tidigare lärarutbildningar i Göteborg, bland annat Göteborgs Folkskoleseminariums elevkår. Vid lärarhögskolans införlivande i Göteborgs universitet 1977, kvarstod, genom övergångsregler[källa behövs], studentkåren som obligatorisk studentsammanslutning för de utbildningar som tidigare varit placerade vid lärarhögskolan. Studentkåren bytte samtidigt namn till Elevkåren vid Göteborgs universitet i Mölndal (EGUM), vilket avspeglade utbildningarnas huvudsakliga placering på Pedagogen i Mölndal. Flera mindre kårer skulle under de kommande åren slås samman med EGUM. 1983 införlivades de 600 medlemmarna i Elevkåren vid institutionen för förskollärarutbildning, 1985/86 införlivades Elevkåren vid institutionen för vårdlärarutbildning och 1989/90 införlivades Studentkåren vid institutionen för slöjd och hushållsvetenskap. Vid den sistnämnda sammanslagningen bytte EGUM samtidigt namn till Studentkåren för lärarutbildningen vid Göteborgs universitet (SLUG). Namnet ändrades återigen 2000/2001. Denna gång till Utbildningsvetenskapliga Studentkåren vid Göteborgs Universitet. Förkortningen SLUG behölls dock. 
Den tredje maj 2010 beslutade SLUG:s fullmäktige att föreningen ska upplösas genom likvidering. Från och med den 30 juni 2010 uppgår SLUG i Göta studentkår.